# Honoré François Dequen
Honoré François Dequen est un homme politique français né le 8 décembre 1757 à Abbeville (Somme) et mort le 25 octobre 1842 au même lieu.
Boulanger à Abbeville et canonnier volontaire dans la garde nationale, il est élu en 1792 comme troisième suppléant. Il est appelé à siéger comme député de la Somme le 20 frimaire an II.

## Sources
- « Honoré François Dequen », dans Adolphe Robert et Gaston Cougny, Dictionnaire des parlementaires français, Edgar Bourloton, 1889-1891 [détail de l’édition]